# Bibliothèque apostolique vaticane
Pour les articles homonymes, voir BAV.
La Bibliothèque apostolique vaticane ou BAV (en latin : Bibliotheca Apostolica Vaticana), appelée communément la Bibliothèque vaticane ou la Vaticane, située à Rome est la bibliothèque d'État, publique, du Saint-Siège. Elle continue d'être alimentée en tant que bibliothèque universelle, mais est surtout célèbre pour ses collections de manuscrits de toutes les époques.
Son but est de « conserver les livres et les manuscrits, les actes des souverains pontifes et des dicastères de la Curie romaine, et de les transmettre à travers les siècles » et surtout de « mettre à la disposition du Saint-Siège et des chercheurs du monde entier les trésors de culture et d'art » dont elle est l'écrin (Jean-Paul II).

## Histoire
Probablement à partir du IVe siècle et jusqu'au bas Moyen Âge, la papauté a eu plusieurs bibliothèques et aussi d'une chancellerie, qui tenait place d'archive. Mais les bibliothèques ont disparu, pratiquement sans laisser de trace. Les plus anciens témoignages mentionnent une bibliothèque située dans l’ancienne église Saint-Pierre au VIIe siècle. Cependant, l’état pitoyable des lieux aurait rendu la bibliothèque inutilisable. Fondée à l'époque de la Renaissance, la Bibliothèque vaticane a donné au cours de l'histoire naissance aux archives secrètes du Vatican (« secrètes » au sens latin de « privées »). Plusieurs papes y ont consacré des moyens et un intérêt soutenus, à commencer par son fondateur, Nicolas V, qui commence à constituer un fonds vers 1450. Il est un érudit et bibliophile et l'un de ses premiers projets consiste à réorganiser la conservation des livres du Vatican dont la collection s'élevait à 340 manuscrits anciens. Par le biais de la bibliothèque, Nicolas V cherchait à accueillir humanistes et savants à une époque où l'imprimerie n'avait pas encore été inventée. Il envoie des émissaires en Allemagne, au Danemark et en Grèce afin qu'ils se procurent tous les manuscrits qu'ils trouveront. De plus, il envoie des traducteurs et copistes travailler dans les églises et monastères. À sa mort, la bibliothèque regroupe alors 1 200 manuscrits.
D'importants travaux d'agrandissement ont été entrepris sous Sixte IV, Sixte V, Paul V, Léon XIII et Pie XI. Lors de ces travaux, la structure est partagée en trois sections pour la conservation des manuscrits grecs (Bibliotheca graeca), latins (Bibliotheca latina) et précieux (Bibliotheca secreta). Par la suite, on ajouta une salle pour la conservation des archives pontificales (Bibliotheca pontificia).
Différents artistes participent à la décoration des salles, dont Melozzo de Forlì, Davide Ghirlandaio et Domenico Ghirlandaio.
La bibliothèque est institutionnalisée en 1475 sous le pontificat de Sixte IV.
Sous Sixte V, devant l'insuffisance des espaces pour accueillir et conserver tous les nouveaux documents, l'architecte Domenico Fontana est chargé de la construction d'un nouvel édifice. La salle la plus importante est le Salone Sistino (Salle Sixtine, du nom du pape Sixte V), qui est jusqu'au XIXe siècle la salle de consultation et de conservation des manuscrits. Elle est ornée de fresques réalisées sur les thèmes du livre, des conciles et des grands actes du pontificat de Sixte V. La bibliothèque apostolique s'enrichit alors de nombre de manuscrits précieux provenant de collections comme celle des comtes palatins du Rhin, celle de la bibliothèque de la reine Christine de Suède qu'elle lègue au Saint-Siège, du duc D'Urbino Frédéric III de Montefeltro, et de grandes familles romaines comme les Borghese et les Barberini.
Plusieurs salles, outre les deux salles Sixtines, s'ajoutent pour l'archivage des collections :
- Les deux salles Paulines, sous le pontificat du pape Paul V ;
- L'immense galerie d'Urbain VIII ;
- La salle Alexandrine sous le pontificat du pape Alexandre VIII ;
- Les trois galeries Clémentines sous le pontificat de pape Clément XII.

Pendant la Révolution française, le traité de Tolentino organise l'envoi de 500 manuscrits de la Vaticane en France. Puis, sous la République romaine, après un épisode de pillage par les troupes françaises, les administrateurs français transfèrent diverses collections à Paris. En 1811, la bibliothèque est déclarée propriété de la Couronne impériale. Sous la direction de Martial-Noël-Pierre Daru, cette courte période est marquée cette fois par l'arrivée à la bibliothèque de collections d'ordres religieux masculins supprimés, soit environ 20 000 volumes, dont certains seront toutefois restitués. Quant aux collections envoyées en France, la plupart est restituée après le Congrès de Vienne, sous l'autorité d'Antonio Canova, mais plusieurs manuscrits portent encore le cachet de la Bibliothèque nationale de France.

### Travaux de rénovation
En juillet 2007, la bibliothèque ferme pour trois ans, en raison d'importants travaux de restructuration du bâtiment et de restauration des fresques pour un coût total de 25 millions d'euros. Le personnel en profite pour accélérer l'informatisation de l'ensemble des catalogues et procéder à la reproduction de certains manuscrits. Chaque livre a été équipé d'un dispositif électronique pour le retrouver facilement. La bibliothèque a rouvert le 20 septembre 2010.
Le pape Benoit XVI et le préfet Mgr Cesare Pasini ont supervisé les travaux afin que la bibliothèque entre dans le XXIe siècle. Parmi les améliorations apportées, notons l’installation de la fibre optique et d’Internet à haute vitesse ainsi que l’ajout d’un monte-charge pour faciliter le transport des documents entre les étages, les voûtes, les laboratoires et les salles de rédaction. Un bunker accueille les manuscrits anciens sous la cour intérieure, la Cortile della Bibliotheca. De plus, les visiteurs doivent maintenant détenir une carte électronique qui piste leurs déplacements. Les salles et couloirs totalisant 14 000 m2 ont été rénovés en essayant de conserver le plan d’origine. À la suite des travaux, il faudra compter six mois pour que les ouvrages reprennent leur place sur les rayonnages.

### Visite de Montaigne

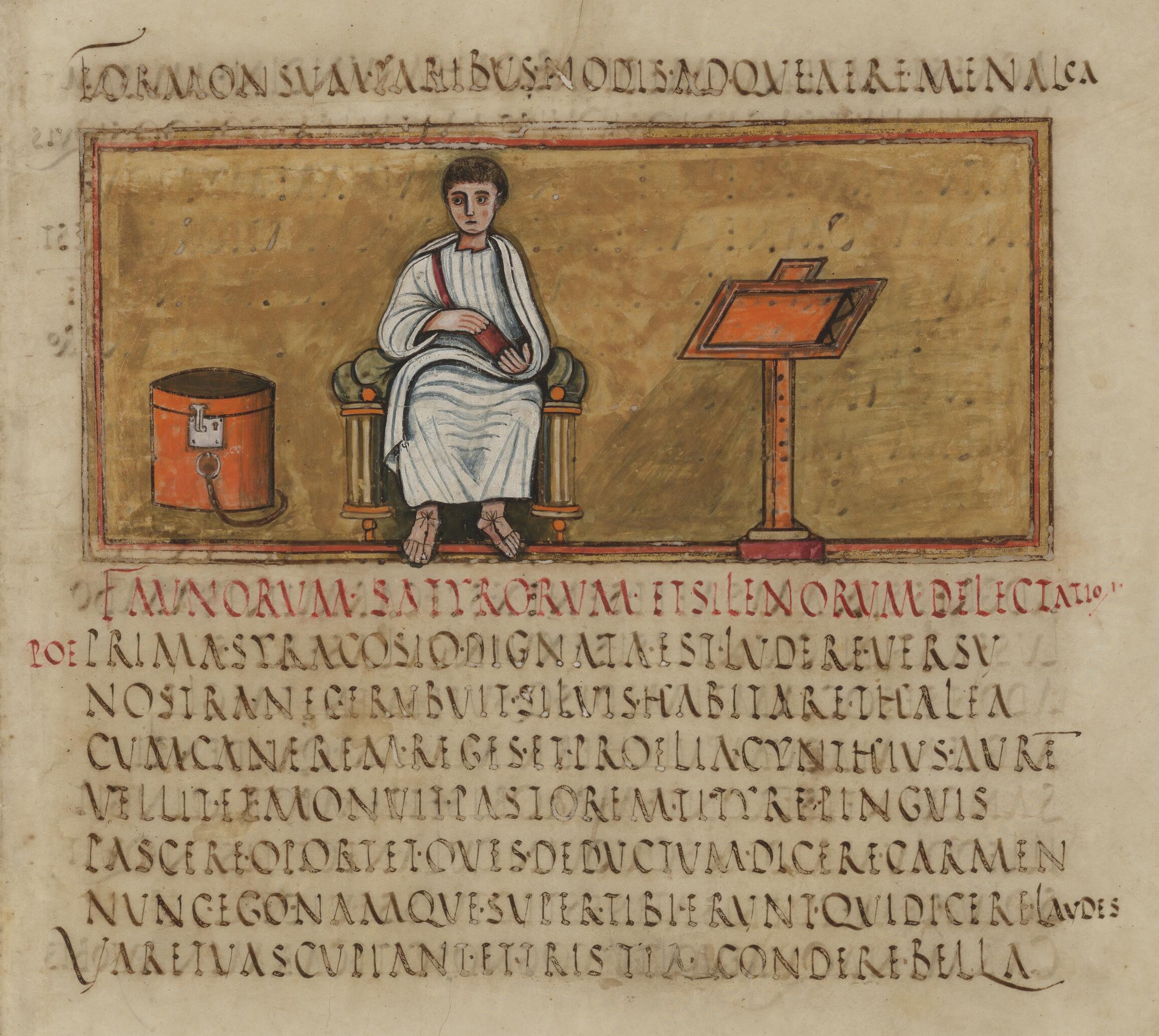
Le Virgile romain avec portrait de Virgile (folio 14 recto).

Montaigne visite la Bibliothèque du Vatican le 6 mars 1581 et en laisse une description détaillée dans son Journal, car il a la possibilité de consulter des manuscrits ou imprimés qu'il estimait. Il peut ainsi admirer entre autres l'un des exemplaires des plus anciens des Déclamations de Sénèque l'Ancien, copié au milieu du IXe siècle à l'abbaye de Corbie et même un « livre de Chine ». Ce document est l'actuel Codex Vat. estr. or. 66, intitulé Le Sommaire du miroir historique de l'époque des Ming. Montaigne lit également le Sacramentaire grégorien qu'il estime de la main du pape saint Grégoire et révèle qu'il a été porté au dernier Concile de Trente. Il déclare que le manuscrit des Sermones dominicales (XIVe siècle) présente des notes (attribuées à l'époque à la main de saint Thomas d'Aquin) qui sont rédigées d'une écriture pire que la sienne. Il tient également à consulter la nouvelle Bible polyglotte d'Anvers, imprimée en huit tomes entre 1569 et 1572, dont l'exemplaire qu'il consulte est dédicacé par Philippe II à Grégoire XIII. Montaigne tient également à voir un codex byzantin des Actes des Apôtres du XIIIe siècle (cote Vat. gr. 1208) et le fameux Vat. lat. 3867, ou Virgile romain, manuscrit des textes de Virgile datant du Ve siècle et qui appartenait au Moyen Âge à l'abbaye de Saint-Denis.

### Projet de numérisation
L’objectif fondamental de la bibliothèque est de rassembler, conserver et restaurer le patrimoine de livres qui y est stocké, afin de le mettre à la disposition de tous gratuitement. Cependant, la consultation au fil du temps des livres anciens provoque leur dégradation. Dans le cadre de sa mission de préservation de l’information pour les générations futures, la bibliothèque entreprend depuis 2010 un projet de numérisation à grande échelle de son patrimoine, initié par Mgr Cesare Pasini. À terme, elle prévoit de numériser l’ensemble de sa collection de manuscrits, soit 82,000 manuscrits ou 40 millions de pages.
En 2010, la bibliothèque travaille avec l’Union Astronomique Internationale et l’Agence Spatiale Européenne pour élaborer le plan du projet. Ils déterminent d’enregistrer les numérisations au format Flexible Image Transport System (FITS). Il s’agit d’un format ouvert développé à la fin des années 70 dans le milieu de l’astronomie pour stocker des images du ciel prises par satellite. Sa spécificité est que les métadonnées décrivant le fichier ainsi que les instructions pour le lire se trouvent directement dans son en-tête. Cela rend le format durable et lisible à long terme, même si les technologies qui ont servi à la numérisation devaient disparaître. Un logiciel de numérisation spécialisé est aussi développé pour calculer automatiquement les différents angles du document, ce qui permet d'obtenir une image précise et plate sans manipuler les livres.
Entre 2012 et 2017, la bibliothèque s’associe à la bibliothèque Bodléienne de l’université d’Oxford et à la Fondation Polonsky pour numériser 256 manuscrits, soit 1,5 million de pages. Ils sont mis en ligne sur le site web DigiVatLib (accessible en anglais et italien). En 2021, le préfet Cesare Pasini rapporte que 20% de la collection de manuscrits de la bibliothèque est désormais en ligne. DigiVatLib promet l’accès gratuit et en tout temps à plus de 18,000 documents (manuscrits, incunables, pièces de monnaie, matériaux d'archives et inventaires ainsi que matériaux graphiques, monnaies et médailles et imprimés). Les numérisations sont disponibles grâce aux points d’accès IIIF (International Image Interoperability Framework). IIIF permet de relier l’interface publique du site à la base de données où sont stockées les numérisations originales, trop lourdes pour être hébergées sur le web.
En 2014, NTT Data (entreprise japonaise d’ingénierie informatique) s’associe au projet de numérisation pour mettre en ligne les documents japonais et asiatiques avec AMLAD, un dispositif qui maintient les livres anciens ouverts sans avoir à ouvrir leurs reliures à 180 degrés.
En 2019, la Bibliothèque dévoile au public le projet Thematic Pathways on the Web mis sur pied en partenariat avec l’université Stanford et la Fondation Andrew W. Mellon. Toujours en utilisant le cadre IIIF, ce projet rend accessibles des annotations et des transcriptions de spécialistes en parallèle des numérisations. Ce projet se trouve sur la plateforme web SpotlightVatlib, accessible en anglais et italien. En octobre 2019, 26,000 annotations étaient disponibles.
En mai 2022, la bibliothèque annonce la phase deux du projet de numérisation. Elle crée avec ses partenaires la norme UNI 11845, qui renforce les règles de structuration et d’homogénéité des fichiers en format FITS en l’associant au modèle PREMIS (dictionnaire de métadonnées issu du monde des bibliothèques). Un nouveau logiciel open source est également développé : Flexible Image Transport System for Libraries, Archives, Museums (Project FITS4LAM), dont le noyau est disponible sur le site de dépôt Github. La phase actuelle du projet de numérisation permet entre autres la conservation de combinaisons d’images en tant que groupe appartenant à un seul original. Les métadonnées documentées dans un fichier FITS permettent de relier des images d’un même manuscrit les unes entre elles, même si elles ne sont pas détenues par la même institution. Comme le cadre IIIF est adopté par plusieurs GLAMs, elles peuvent relier leurs numérisations les unes avec les autres, et on peut ainsi consulter le manuscrit dans son intégralité en ligne.

## Accès à la bibliothèque
Le grand public n’est pas autorisé à fréquenter la bibliothèque. L’accès à la Bibliothèque vaticane est réservé aux chercheurs autorisés ayant déjà obtenu un doctorat et recommandés par une autorité académique, ce qui représente annuellement entre 1 400 et 1 500 personnes à la BAV et 2 000 personnes aux Archives. Ce nombre devrait rester stable puisque la numérisation des manuscrits et la mise en ligne gratuite permet un accès à distance. En 2002, ce sont 4 204 personnes de 50 nationalités qui ont totalisé 25 549 présences journalières. Parmi les domaines de recherche, figurent l’histoire de l’art, la philologie classique, histoires de la littérature médiévale et la paléographie. La bibliothèque dispose également d’un bunker de 800 m2, dans les sous-sols, pour les pièces les plus précieuses de la collection, tel, par exemple, le papyrus remontant à l’an 200, comportant les évangiles presque complets de St. Luc et de St. Jean. La bibliothèque est accessible aux chercheurs peu importe leur provenance et leurs convictions religieuses. La bibliothèque compte une centaine d’employés.

## Collections

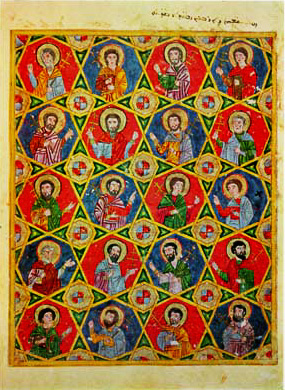
Une page d'un évangile syriaque (Vaticanus syriacus 559), copié aux environs de 1220 à Mossoul et qui montre une forte influence de l'art islamique.

La Bibliothèque vaticane conserve près de 1 600 000 livres antiques et modernes, 8 300 incunables dont plusieurs dizaines en parchemin, plus de 150 000 manuscrits et documents d'archives, sans compter 100 000 estampes et gravures, 300 000 monnaies et médailles et un certain nombre d'objets d’art. Cela représente 54 kilomètres de rayonnage.
Ses collections contiennent des ouvrages exceptionnels, pour certains richement enluminés. Parmi les plus célèbres, citons le Codex Vaticanus, l'un des plus anciens exemplaires de la Bible connu, le sacramentaire gélasien, livre liturgique mérovingien, l’évangéliaire de Lorsch, un manuscrit carolingien, l’évangéliaire Barberini, manuscrit médiéval irlandais, De arte venandi cum avibus, un manuel de fauconnerie du XIIIe siècle, le Codex Borgia, un manuscrit mixtèque ou tlaxcaltèque, un exemplaire sur vélin de la Bible de Gutenberg, etc.
Une exposition en 2012 a permis de découvrir certaines de ces pièces uniques à l'occasion du 400e anniversaire de la création des Archives secrètes du Vatican.
Désormais, les acquisitions sont constituées principalement de dons. Par exemple, en 1959, le général de Gaulle offrit à Jean XXIII une Bible du XIVe siècle, réalisée à Naples pour la Maison d’Anjou. En 1969, Martin Bodmer, un collectionneur suisse protestant fit don à la bibliothèque d’un papyrus du IIIe siècle comportant les épîtres de Pierre. La bibliothèque a récemment reçu en don le Papyrus 75 (papyrus Bodmer XIV-XV, aussi appelé Hanna 1 en référence au donateur). Ce texte rédigé en grec et daté entre les années 180 et 220 est le texte du Nouveau Testament le plus ancien connu à ce jour. Il fut découvert dans la Moyenne-Égypte vers 1950 et il comprend une partie des évangiles de Luc et de Jean. Au fil du temps, la moitié des écrits s'est égaré et il ne reste que 54 feuilles sur plus de soixante-dix. Celles-ci sont protégées entre des lames de verre.

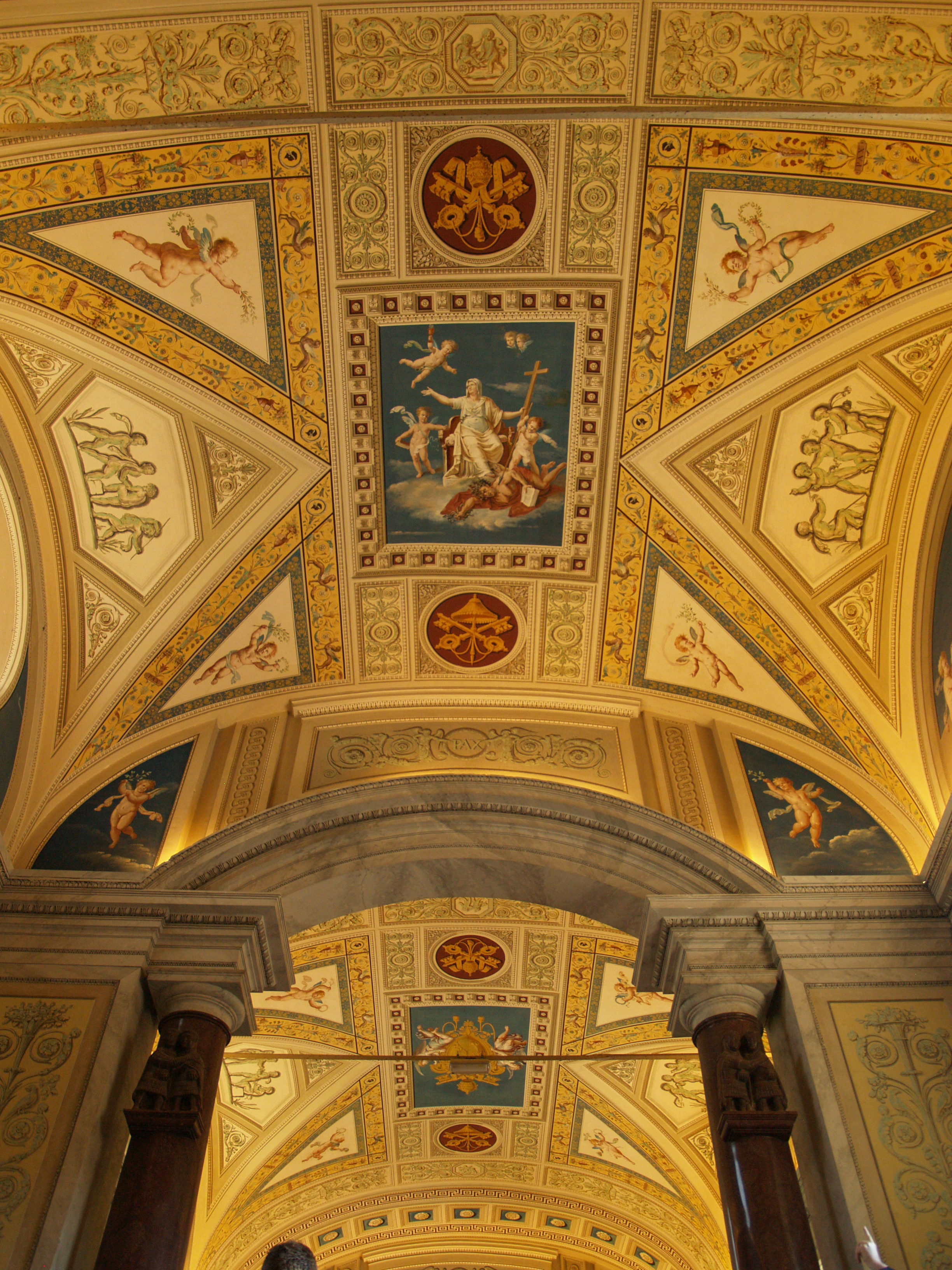
Bibliothèque vaticane, galerie Pie VI

## Organisation
Depuis le 14 février 2023, la Bibliothèque est dirigée par Mauro Mantovani, préfet apostolique, assisté de M. Timothy Janz, un laic, vice-préfet depuis le 20 avril 2021. Mauro Mantovani est placé sous l'autorité de Angelo Vincenzo Zani, archiviste et bibliothécaire de la Sainte Église Romaine depuis le 26 septembre 2022, qui a remplacé le cardinal José Tolentino de Mendonça nommé, le même jour, premier préfet du nouveau Dicastère pour la Culture et l'Éducation,,.

### Liste des bibliothécaires
| Nom                                 | Date d'arrivée    | Date de départ    |
| ----------------------------------- | ----------------- | ----------------- |
| Marcello Cervini                    | 1550              | 1555              |
| Roberto de' Nobili                  | 1555              | 1559              |
| Alfonso Carafa                      | 1559              | 1565              |
| Marcantonio Da Mula                 | 1565              | 1572              |
| Guglielmo Sirleto                   | 1572              | 1585              |
| Antonio Carafa                      | 1585              | 1591              |
| Marcantonio Colonna                 | 1591              | 1597              |
| Cesare Baronio                      | 1597              | 1607              |
| Ludovico de Torres                  | 1607              | 1609              |
| Scipione Caffarelli-Borghese        | 1609              | 1618              |
| Scipione Cobelluzzi                 | 1618              | 1626              |
| Francesco Barberini                 | 1626              | 1633              |
| Antonio Barberini                   | 1633              | 1646              |
| Orazio Giustiniani                  | 1646              | 1649              |
| Luigi Capponi                       | 1649              | 1659              |
| Flavio Chigi                        | 1659              | 1681              |
| Lorenzo Brancati                    | 1681              | 1693              |
| Girolamo Casanate                   | 1693              | 1700              |
| Enrico Noris, OSA                   | 1700              | 1704              |
| Benedetto Pamphilj                  | 1704              | 1730              |
| Angelo Maria Quirini, OSB           | 1730              | 1740              |
| Joseph-Simonius Assemani,           | 1740              | 1755              |
| Domenico Silvio Passionei           | 1755              | 1761              |
| Alessandro Albani                   | 1761              | 1779              |
| Francesco Saverio de Zelada         | 1779              | 1801              |
| Luigi Valenti Gonzaga               | 1802              | 1808              |
| Giulio Maria della Somaglia         | 1827              | 1830              |
| Giuseppe Albani                     | 23 avril 1830     | 3 décembre 1834   |
| Luigi Lambruschini                  | 1834              | 1853              |
| Angelo Mai                          | 27 juin 1853      | 9 septembre 1854  |
| Antonio Tosti                       | 13 janvier 1860   | 20 mars 1866      |
| Jean-Baptiste-François Pitra        | 19 janvier 1869   | 12 mai 1879       |
| Placido Maria Schiaffino            | 1889              | 1889              |
| Alfonso Capecelatro di Castelpagano | 1890              | 11 novembre 1912  |
| Mariano Rampolla del Tindaro        | 1912              | 1913              |
| Francesco di Paola Cassetta         | 1914              | 1919              |
| Francis Aidan Gasquet               | 9 mai 1919        | 5 avril 1929      |
| Franz Ehrle                         | 17 avril 1929     | 31 mars 1934      |
| Giovanni Mercati                    | 1936              | 1957              |
| Eugène Tisserant                    | 14 septembre 1957 | 27 mars 1971      |
| Antonio Samorè                      | 25 janvier 1974   | 3 février 1983    |
| Alfons Maria Stickler               | 8 septembre 1983  | 1er juillet 1988  |
| Antonio Maria Javierre Ortas        | 1 juillet 1988    | 24 janvier 1992   |
| Luigi Poggi                         | 9 avril 1992      | 7 mars 1998       |
| Jorge María Mejía                   | 7 mars 1998       | 24 novembre 2003  |
| Jean-Louis Tauran                   | 24 novembre 2003  | 25 juin 2007      |
| Raffaele Farina                     | 25 juin 2007      | 9 juin 2012       |
| Jean-Louis Bruguès                  | 26 juin 2012      | 26 juin 2018      |
| José Tolentino de Mendonça          | 26 juin 2018      | 26 septembre 2022 |
| Angelo Vincenzo Zani                | 26 septembre 2022 | 28 mars 2025      |
| Giovanni Cesare Pagazzi             | 28 mars 2025      |                   |

## Fonds des Amis de la Bibliothèque Vaticane
Le Fonds des Amis de la Bibliothèque Vaticane est un fonds sans capital abrité par la Fondation Roi Baudouin, fondation belge d'utilité publique. Son but principal est de participer au financement de divers projets définis et présentés par la Bibliothèque apostolique vaticane,,.

### Objectif
Le Fonds des Amis de la Bibliothèque Vaticane a été constitué en 2022 en réponse à une problématique qui se posait à la Bibliothèque Apostolique Vaticane : comment inciter des donateurs et mécènes, essentiellement européens, à soutenir des projets que les ressources propres de la bibliothèque n'ont pas encore permis de lancer ou de mener à leur terme ?,.

### Projets

#### Cataloguer
Cataloguer la Bibliothèque des Pénitenciers (ou Confesseurs) de la Basilique Saint-Pierre : ce fonds, qui regroupe quelque dix mille ouvrages, datant pour la plupart des XVIIe et XVIIIe siècles quand le collège des pénitenciers de la Basilique Saint-Pierre était confié aux Jésuites, est toujours dépourvu d'inventaire. Il s'agit de nombreux ouvrages théologiques souvent dans une édition princeps.

#### Restaurer
Restaurer les trésors musicaux de la Chapelle Sixtine : ce sont de volumineux livres de chœur contenant l'essentiel du répertoire de la musique de la chapelle pontificale couvrant quatre siècles d'histoire de la musique, du XVIe au XIXe siècle. En état de conservation précaire, il est nécessaire de réaliser de délicates interventions de restauration avant de procéder à leur numérisation, à leur étude et à leur diffusion,.

#### Numériser
Numériser environ 2 000 manuscrits supplémentaires par an, soit quelques 700 000 pages : il s'agit de poursuivre et d'accélérer un chantier titanesque initié en 2010, qui a déjà permis la mise en ligne d'environ 80 000 manuscrits, soit près d'un tiers de toutes les collections conservées à la Bibliothèque Apostolique Vaticane,.

#### Moderniser
Moderniser les propres archives de la bibliothèque : rassemblant quelque cent mille unités d'archives contenant papiers privés, parchemins médiévaux, rapports administratifs, correspondances, essentiellement d'églises, de chapitres d'église et de familles nobles, couvrant dix siècles d'histoire afin d'assurer, aujourd'hui, leur bonne conservation, et, plus tard, leur catalogage, leur restauration et leur numérisation.

### Gouvernance
La direction du Fonds des Amis de la Bibliothèque Vaticane est assurée par un Comité de Gestion de six personnes. Présidé par M. Vincent Montagne, président de Média-Participations, un des principaux groupes d'édition français, et de la chaine de télévision francophone KTO, ce comité réunit un représentant de la Fondation Roi Baudouin, M. Stefan Schaeffers, les cofondateurs du fonds, MM Antoine Vivant et Hélie de Cornois, le bibliothécaire et archiviste du Saint-Siège, Mgr Angelo Vincenzo Zani, représentant le cardinal José Tolentino de Mendonça, cofondateur, et Mme Isabella Salburg.
Par ailleurs, un Comité International, présidé par M. Bertrand du Vignaud , a également été mis en place. Il rassemble des mécènes européens qui agissent comme des ambassadeurs des Amis de la Bibliothèque Vaticane dans leur propre pays de résidence.

### Fiscalité
Les donateurs du Fonds des Amis de la Bibliothèque Vaticane établis dans différents pays européens peuvent bénéficier des dispositions fiscales concernant le mécénat et les dons dans le pays où ils résident, soit directement de la Fondation Roi Baudouin, qui a reçu l'agrément des administrations compétentes belges, françaises, hollandaises, luxembourgeoises et danoises, soit via Transnational Giving Europe, réseau européen dont la Fondation Roi Baudoin fait partie, qui transmettront les justificatifs nécessaires,,.